# Семивражки
Семивра́жки (рос. Семивражки, ерз. Семивражки) — село у складі Торбеєвського району Мордовії, Росія. Входить до складу Краснопольського сільського поселення.
Населення — 54 особи (2010; 74 у 2002).
Національний склад станом на 2002 рік:
- росіяни — 95 %